# Turysta w Polsce
Turysta w Polsce – miesięcznik wydawany w Krakowie w latach 1935–1938 pod redakcją S. Fächera (roczniki 1-4, łącznie 42 numery, 35 zeszytów). Pismo było wspólnym organem Polskiego Towarzystwa Tatrzańskiego, Polskiego Związku Narciarskiego i Polskiego Związku Kajakowego. Podejmowało problematykę turystyki kwalifikowanej: narciarskiej, kajakowej, turystyki górskiej, taternictwa i polskiego alpinizmu.
O tematyce tatrzańskiej pisali m.in. Włodzimierz Firsoff, Walery Goetel, Władysław Krygowski czy Jan Alfred Szczepański.